# GS Iraklis Thessalonique
Le Gymnastikos Syllogos Thessalonikis "Iraklis" (G.S. Iraklis Thessalonikis) (en grec moderne : Γυμναστικός Σύλλογος Θεσσαλονίκης «Ηρακλής»), communément appelé Iraklis, est un club grec omnisports basé à Thessalonique. Le club a été fondé en 1908 sous le nom de Macedonikos Gymnasticos Syllogos (club de gymnastique macédonien. C'est l'un des clubs sportifs les plus anciens de Grèce. Il est nommé d'après Héraclès, le demi-dieu grec mythique. Leurs couleurs sont bleues ou cyan et blanches, inspirées par le drapeau grec,.

## Sections
- Iraklis Thessalonique, football, section fondée en 1908, séparée du club en 2011.
- Iraklis Salonique, basket-ball, section fondée en 1924.
- Iraklis, volley-ball, section fondée en 1921.
- Iraklis Track and field, athlétisme, section fondée en 1908.
- Iraklis Handball, handball, section fondée en 1994.
- Iraklis Rugby, rugby à XV, section fondée en 2005.
- Iraklis Hockey sur glace, hockey sur glace, section fondée en 2009.
- Iraklis Water polo, water-polo, section fondée en 1975.
- Iraklis Natation, natation, section fondée en 1975.
- Iraklis Natation synchronisée, natation synchronisée, section fondée en 1995.
- Iraklis Lutte libre, lutte libre, section fondée en 1967.
- Iraklis Judo, judo, section fondée en 1979.
- Iraklis Boxe, boxe amateur, section fondée en 1965.
- Iraklis Force athlétique, force athlétique, section fondée en 1967.
- Iraklis Cyclisme, cyclisme, section fondée en 1972.
- Iraklis Escrime, escrime, section fondée en 1972.
- Iraklis Tennis de table, tennis de table